# Hula (película)
Hula es una película muda de comedia romántica estadounidense de 1927 dirigida por Victor Fleming, y basada en la novela Hula, a Romance of Hawaii (1927) de Armine von Tempski. La película es protagonizada por Clara Bow y fue estrenada Paramount Pictures. La película entró en el dominio público el 1 de enero de 2023, ya que, independientemente del estado de renovación de la propia película, los derechos de autor del libro en el que se basaba se renovaron en 1954.

## Trama

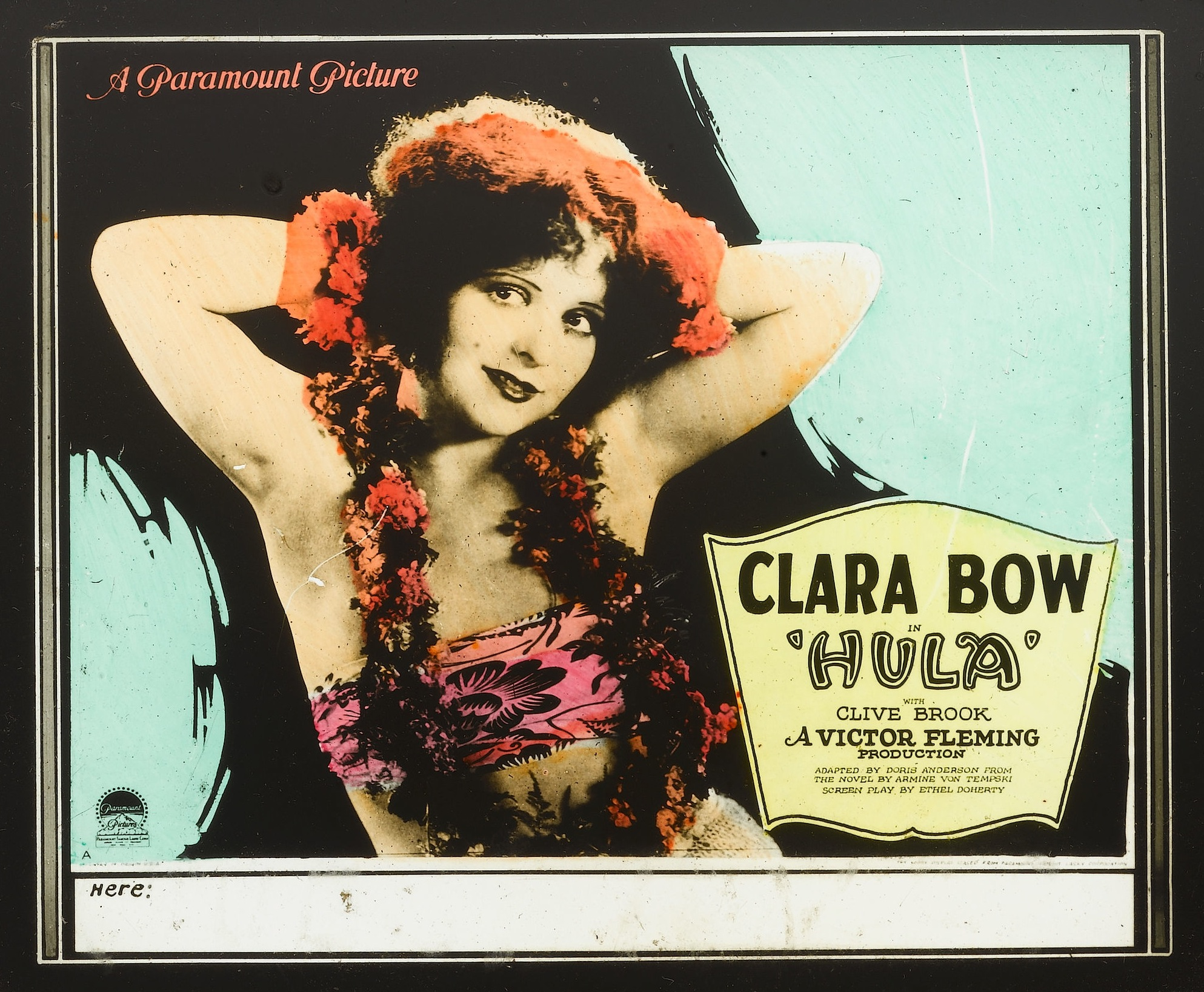
Hula, 1927 diapositiva para linterna mágica

Hula Calhoun (Clara Bow) es la hija de un plantador hawaiano, Bill Calhoun (Albert Gran). Sigue los consejos de su tío Edwin (Agostino Borgato) y lleva una vida sencilla y natural, alejada de las convenciones sociales de su familia, y se considera una «niña salvaje» que lleva pantalones y monta a caballo.
Cortejada con adoración por Harry Dehan (Arnold Kent), Hula prefiere a un joven ingeniero británico, Anthony Haldane (Clive Brook), llegado a la isla para supervisar la construcción de una presa en la propiedad de su padre. Sin embargo, Haldane ya está casado. En una fiesta, Haldane intenta mantener las distancias, pero Hula se emborracha y ejecuta para él una seductora danza hula. Ella consigue provocarle tanto que él le promete que se divorciará. Cuando aparece su mujer, Margaret (Patricia Dupont), Hula hace un trato con uno de los capataces para volar con dinamita un punto de la presa. Pensando que su marido ya está arruinado, la señora Haldane acepta el divorcio y los dos amantes pueden por fin casarse.

## Reparto
- Clara Bow como Hula Calhoun
- Clive Brook como Anthony Haldane
- Arlette Marchal como Mrs. Bane
- Albert Gran como Bill Calhoun
- Arnold Kent como Harry Dehan
- Patricia Dupont como Margaret Haldane
- Agostino Borgato como el tío Edwin
- Duke Kahanamoku como el chico hawaiano

## Producción

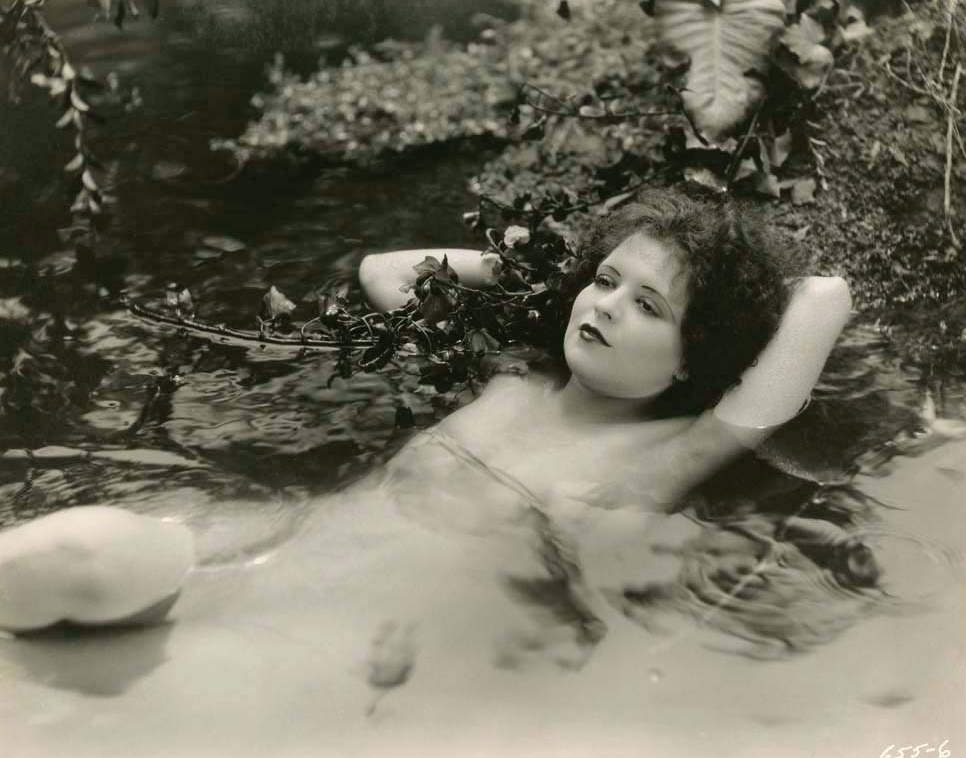
Bow en una famosa escena de la película

En la escena inicial de la película se muestra a Hula nadando desnuda en un arroyo, y más tarde lleva pantalones y articula sus deseos sexuales. De forma similar a Sadie Thompson (1928), la película presenta a una mujer moderna que se encuentra fuera de los límites de la civilización estadounidense y que, por tanto, puede actuar de forma "incivilizada" como los nativos que viven en las islas.